# Cretonne
La cretonne est un tissu assez fort, constitué de fils de chanvre, de lin ou de coton sur une armure de toile et dont la contexture est carrée. Elle est principalement employée pour l'ameublement (housses de protection pour les meubles, rideaux), le linge de maison (sous-taies).
On attribue, sans aucune preuve, l'origine de la cretonne à Paul Creton, un tisserand de Vimoutiers qui l'aurait inventée en 1640. Un règlement de 1738 imposait que la cretonne soit de lin pur. Le mot, apparu vers 1730, pourrait venir d'un nom de lieu Courtonne.
D'autres sources citent l'origine de ce tissu dans le village de Creton (actuellement commune de Buis-sur-Danville) où le dernier métier à tisser a été fermé en 1939.

## Propriété
La cretonne a un poids d'environ 140g/m² (assez léger) et n'est pas un tissu élastique.

## Symbolique
Les noces de cretonne symbolisent les 19 ans de mariage dans le folklore français.